# チャルタク
チャルタク (ラテン文字:Chartoq, Chartak, Chartok、ウズベク語: Chartoq / Чортоқ、ロシア語: Чартак) はウズベキスタン・ナマンガン州の都市である。州都のナマンガンからは東北東に約19kmの地点に位置する。2012年の人口は54,469人である。

## 概要
1976年に都市として設立された。フェルガナ盆地の中に位置し、街の付近にはチャルタクサイ川が流れる。コーカンドからウチュクルガンを経由してアンディジャンまで続くウズベキスタン鉄道の駅がある。